# Dion and the Belmonts
Dion and the Belmonts byla přední americká vokální kapela konce 50. let 20. století. Všichni členové pocházeli z newyorského Bronxu. Kapela vznikla, když se na konci roku 1957 Dion DiMucci, hlavní zpěvák (* 18. července 1939), přidal k The Belmonts, jež tvořili: Carlo Mastrangelo, basový baritonista (* 5. října 1938), Fred Milano, druhý tenor (22. srpna 1939 – 1. ledna 2012) a Angelo D'Aleo, první tenor (* 3. února 1940).
Dion and the Belmonts vydali čtyři studiová alba a jedno živé album a umístili se s několika písněmi v žebříčku Billboard Hot 100. Skupina The Belmonts zatím nebyla uvedena do Rock and Roll Hall of Fame, přestože Dion byl uveden v roce 1989. V roce 2000 byla skupina uvedena do Vocal Group Hall of Fame.

## Diskografie

### Alba
Dion and the Belmonts vydali čtyři alba:
- Presenting Dion & The Belmonts (1959) Laurie Records
- Wish Upon a Star (1960) Laurie Records
- Together Again (1966) ABC Records
- Reunion: Live at Madison Square Garden (2. června 1972) Vydané v roce 1973 společností Warner Brothers Records